# Монатов, Константин Николаевич
Константин Николаевич Монатов (1902, Бахчи-Эли, Таврическая губерния — 1972, Москва) — советский партийный и государственный деятель. Нарком внутренних дел, прокурор и нарком юстиции КрАССР. В 1938 году был репрессирован. Реабилитирован.

## Биография
Родился в деревне Бахчи-Эли Таврической губернии в 1902 году.
Член РКП(б) с 1925 года. В 1925—1929 годах председатель сельсовета, сельского, а позднее районного комитета крестьянской взаимопомощи (Крымская АССР). В 1929—1930 годах нарком внутренних дел Крымской АССР. В 1931—1934 годах секретарь ЦИК Крымской АССР. В 1934—1938 годах нарком юстиции Крымской АССР его сменил Мустафа Асманов (расстрелян).
22 октября 1936 года Постановлением ЦИК и Совнаркома Крымской АССР «О реорганизации Народного комиссариата юстиции Крымской АССР» органы прокуратуры и следствия были окончательно выведены из системы НКЮ союзных и автономных республик и полностью подчинены непосредственно Прокурору Союза ССР. После реорганизации прокурором АССР был назначен Константин Монатов, после отстранения которого сменил Алексей Картушенко.
В ходе подготовки и реализация приказа НКВД № 00447 «Об операции по репрессированию бывших кулаков, уголовников и других антисоветских элементов» вошел в состав «тройки» по КрАССР (Приказ 51/145 от 05.07.37 и приказ НКВД № 00447 от 30.07.37).
Арестован Монатов был 5 сентября 1938 года, 2 июля 1940 года осужден к 8 годам лишения свободы. Вновь арестован 28 октября 1949 года, 25 января 1950 года осужден к высылке. Освобожден 7 мая 1955 года.
После освобождения из ссылки Монатов К.Н. жил в Москве (Костянский переулок, д.10, к.1). С него были сняты обвинения и восстановлены заслуги. Состоял на учёте в ветеранской организации, получал персональную пенсию. Умер в Москве в 1972 году в результате  онкологического заболевания лёгких. Кремирован, а прах перевезён и захоронен на его родине в Крыму, селе Богатое Белогорского района.